# Castelo de Coca
Castelo de Coca (em espanhol: Castillo de Coca) é uma fortificação em castelo de estilo gótico e mudéjar, localizado no município de Coca na Província de Segóvia na comunidade autônoma de Castela e Leão na Espanha. Foi construído no século XV, em 1453 e é de propriedade da Casa de Alba. Considerado desde 03 de junho de 1931 como patrimônio histórico da Espanha, atualmente está aberto a visitas de turistas.

## Ligações externos
- Site oficial de Castillo de Coca (em castelhano)
- Castelo de Coca